# Дамбо (фільм)
Дамбо (англ. Dumbo) — американський фантастичний сімейний фільм режисера Тіма Бертона. Фільм знято на основі однойменного діснеєвського мультфільму 1941 року. Прем'єра в Україні відбулася 28 березня 2019 року.

## Сюжет
В одному цирку народилося слоненятко з напрочуд великими вухами. Цирковий імпресаріо Макс Медічі наймає ветерана війни, а у далекому минулому циркового артиста Холта, наглядати за новонародженим. Допомагатимуть Холту його діти Міллі і Джо. Слоненяті дають ім'я Дамбо і невдовзі діти виявляють, що малюк вміє літати за допомогою своїх вух. Безжалісний і загадковий підприємець задумав привласнити унікальну тварину, а одна з артисток допомагатиме йому в цьому.

## У ролях
| Актор         | Роль                                                 |
| ------------- | ---------------------------------------------------- |
| Колін Фаррелл | Холт Фаррієр (однорукий ветеран війни)               |
| Майкл Кітон   | В.А. Вандевере (безжальний і загадковий підприємець) |
| Денні ДеВіто  | Макс Медічі (власник цирку)                          |
| Ева Грін      | Колетт Маршант (акробатка)                           |
| Алан Аркін    | Гріффін Ремінгтон (магнат з Уолл-стріт)              |
| Ніко Паркер   | Міллі Фаррієр (дочка Холта)                          |
| Філлі Гоббінс | Джо Фаррієр (син Холта)                              |
| Деобія Опарей | Ронго                                                |
| Джозеф Гетт   | Нілс Скеллі                                          |
| Шерон Руні    | міс Атлантида                                        |